# Dichagyris argentina
Dichagyris argentina är en fjärilsart som beskrevs av Caradja 1930. Dichagyris argentina ingår i släktet Dichagyris och familjen nattflyn. Inga underarter finns listade i Catalogue of Life.